# 산탄토니노
산탄토니노(이탈리아어: Sant'Antonino)는 스위스 티치노주의 벨린초나구에 있는 자치체이다.

## 역사
산탄토니노는 1219년에 Sancto Antorino로 처음 언급되었다. 알사소 지역에서 일부 후기 로마 무덤이 발견되었다. 중세 동안 벨린초나의 성 비에트로 교회 (13세기 초), 콘토네의 병원(1337년), 코모 대성당 (1397년)은 모두 산탄토니노의 토지를 소유했다. 1442년까지 벨린초나 교구의 일부였다. 그런 다음 카데나초와 교구를 형성했으며, 1830년에 해산될 때까지 남아 있었다. 마을의 첫 번째 교회는 1291년에 언급되었다. 16세기와 17세기에 바로크 양식으로 재건되었다.
지역 경제는 축산업과 농업에 의해 주도되었다. 19세기 말까지 마가디노강을 따라 토지를 개간하여 추가 농지를 허용했다. 1960년대와 70년대에 시작하여 벨린초나와 가깝기 때문에 주거 커뮤니티로 성장했다. 21세기 초에 지자체는 점점 더 많은 상업과 산업 기업의 본거지였다.

## 지리
산탄토니노의 면적은 1997년 기준으로 6.59k㎡이다. 이 면적 중 2.85k㎡ (43.2%)가 농업 목적으로 사용되는 반면 2.92k㎡ (44.3%)는 산림이다. 나머지 토지 중 1.11k㎡ (16.8%)가 정착(건물 또는 도로), 0.12k㎡ (1.8%)가 강 또는 호수이고, 0.04k㎡ (0.6%)는 비생산적인 토지이다.
건축면적 중 공업용 건물이 전체 면적의 2.7%, 주택과 건물이 8.3%, 교통 기반 시설이 5.6%를 차지했다. 산림면적의 40.7%는 산림이 우거져 있고 2.1%는 과수원이나 작은 나무 군락으로 덮여 있다. 농경지 중 29.6%는 작물 재배에 사용되며, 5.3%는 과수원이나 포도나무 작물에, 8.3%는 고산 목초지에 사용된다. 시정촌의 물 중 0.5%는 호수에, 1.4%는 강과 시내에 있다.
시정촌은 몬테 체네리의 북쪽 경사를 따라 마가디노강 계곡의 벨린초나구에 위치해 있다. 그것은 산탄토니노의 마을과 Paiardi와 비가나의 작은 마을로 구성되어 있다.

## 인구통계
2020년 12월 기준, 산탄토니노의 인구는 2,542명이다. 2008년 기준으로 인구의 29.7%가 외국인이다. 1997년부터 2007년까지 지난 10년 동안 인구는 8.3%의 비율로 변화했다.
2000년 기준, 인구 대부분은 이탈리아어 (86.7%)를 사용하며, 독일어가 두 번째로 많이 사용(5.6%)되고 포르투갈어가 세 번째(2.5%)로 사용된다.  2000년 기준, 스위스 공용어 중 독일어 116명, 프랑스어 11명, 이탈리아어 1,792명, 로만슈어 5명을 사용한다. 나머지(142명)는 다른 언어를 사용한다.
2008년 기준으로 인구의 성별 분포는 남성 51.2%, 여성 48.8%이다. 인구는 796명의 스위스 남성(인구의 35.2%)과 363명(16.0%)의 비스위스계 남성으로 구성되었다. 스위스 여성은 819명(36.2%), 비스위스계 여성은 284명(12.6%)이었다.
2008년에는 스위스 시민이 20명, 비스위스계 시민이 5명이었고, 같은 기간에 스위스 시민이 5명, 비스위스계 시민이 2명이었다. 이민과 이주를 무시하면, 스위스 시민의 인구는 15명이 증가한 반면 외국인 인구는 3명이 증가했다. 스위스로 재이민 온 스위스 남자 1명과 스위스에서 이민 온 스위스 여자 1명이 있었다. 동시에 다른 나라에서 스위스로 이주한 4명의 비스위스 남성과 10명의 비스위스계 여성이 있었다. 2008년 전체 스위스 인구 변화(모든 출처에서)는 8명이 증가했고, 비스위스계 인구 변화는 3명 감소했다. 이는 0.2%의 인구 증가율을 나타낸다.
2009년 현재 산탄토니노의 연령 분포는 다음과 같다. 217명의 어린이(인구의 9.6%)가 0~9세이고 265명의 청소년(11.7%)이 10~19세이다. 성인 인구 중 256명(인구의 11.3%)이 20~29세이다. 343명(15.2%)은 30~39세, 410명(18.1%)은 40~49세, 275명(12.2%)은 50~59세이다. 고령자 분포는 292명(인구의 12.9%)이 60세 이상이다. 69세는 132명(5.8%), 70~79세는 72명(3.2%), 80세 이상은 3.2%이다.
2000년 기준으로 시정촌의 개인가구는 794세대로 가구당 평균 2.6명이다. 2000년에는 총 544호의 주거용 건물 중 410호(전체의 75.4%)가 단독주택이었다. 2세대(15.8%)가 86채, 다가구(5.9%)가 32채였다. 또한 시정촌에는 다목적 건물(주거 및 상업용 또는 기타 목적으로 사용)인 16개의 건물이 있었다.
2008년 시정촌 공실률은 0.1%였다. 2000년에는 시정촌에 912개의 아파트가 있었다. 가장 흔한 아파트 규모는 방 4개짜리 아파트가 328개였다. 1인실이 29개, 5개 이상 아파트가 182개였다. 이 중 상가주택은 총 792채(전체의 86.8%)가 입주했고, 성수기 임대아파트는 86채(9.4%), 공실은 34채(3.7%)였다. 2007년 기준 신규주택 건설률은 인구 1,000명당 2.2세대였다.
역사적 인구는 다음 표에 나와 있다.
| 년도 | 인구  |
| ---- | ----- |
| 1591 | 400   |
| 1696 | 453   |
| 1795 | 373   |
| 1850 | 329   |
| 1900 | 380   |
| 1950 | 440   |
| 1960 | 543   |
| 1970 | 711   |
| 1980 | 1,130 |
| 1990 | 1,711 |
| 2000 | 2,066 |
| 2010 | 2,274 |

## 정치
2007 년 연방 선거 에서 가장 인기 있는 정당은 37.61%의 득표율을 기록한 FDP였다. 다음으로 가장 인기 있는 3개 정당은 CVP (30.42%), SP (13.6%), 티치노 리그 (8.85%)였다. 이번 연방 총선에서는 총 552표를 득표했고, 투표율은 44.5%였다.
2007년 대평의회 선거에서 산탄토니노에는 총 1,234명의 등록 유권자가 있었고, 그중 877명(71.1%)이 투표했다. 7개의 백지투표와 1개의 무효투표가 이루어졌으며, 선거에서 869개의 유효한 투표가 남았다. 가장 인기 있는 정당은 318표(36.6%)를 얻은 PLRT였다. 다음으로 가장 인기 있는 세 정당은 다음과 같다. PPD + GenGiova(200 또는 23.0% 포함), SSI(145 또는 16.7% 포함) 및 PS ( 89 또는 10.2% 포함).
2007년 국무위원 선거에서는 8개의 백지 투표용지와 1개의 무효 투표용지가 있었으며, 선거에서 868개의 유효한 투표용지가 남았다. 가장 인기 있는 정당은 290표(33.4%)를 얻은 PLRT였다. 다음으로 가장 인기 있는 세 정당은 다음과 같다. PPD(202 또는 23.3%), SSI(134 또는 15.4%) 및 LEGA(101 또는 11.6%).

## 경제
2007년 현재 산탄토니노의 실업률은 4.59%이다. 2005년 기준으로 1차 경제 부문에 90명이 고용되어 있고, 이 부문에 약 22개 기업이 참여하고 있다. 509명이 2차 부문에 고용되어 있고, 이 부문에 32개의 기업이 있다. 1,156명이 3차 부문에 고용되어 있으며, 이 부문에는 98개의 기업이 있다. 시정촌 주민은 1,028명으로 일정 정도 고용되었으며, 그중 여성이 전체 노동력의 40.8%를 차지하였다.
2000년 기준 시정촌으로 출퇴근하는 근로자는 951명, 출퇴근 근로자는 706명이었다. 지자체는 근로자의 순수입 지자체로, 떠날 때마다 약 1.3명의 근로자가 지자체에 들어간다. 산탄토니노에 들어오는 노동력의 약 10.3%는 스위스 외부에서 오고, 현지인의 0.1%는 일을 위해 스위스에서 출퇴근한다. 근로 인구 중 6.4%가 출퇴근용 대중교통을, 68.1%가 자가용을 이용하였다.
2009년 현재, 산탄토니노에는 1개의 호텔이 있다.

## 종교
2000년 인구 조사에 따르면 1,679명(81.3%)이 로마 가톨릭 신자이고, 119명(5.8%)이 스위스 개혁 교회에 속해 있다. 인구조사에 등재되지 않은 다른 교회에 속한 177명(인구의 약 8.57%)이 있으며, 91명(인구의 약 4.40%)이 질문에 답하지 않았다.

## 교육
산탄토니노에서는 인구의 약 57.9%(25-64세 사이)가 비필수 고등교육 또는 추가 고등교육(대학 또는 응용학문대학)을 완료했다.
산탄토니노에는 총 406명의 학생이 있다(2009년 기준). 티치노 교육 시스템은 최대 3년의 비필수 유치원을 제공하며, 산탄토니노에는 유치원에 다니는 64명의 어린이가 있다. 초등학교 프로그램은 5년 동안 지속되며 표준 학교와 특수 학교가 모두 포함된다. 시정촌에서는 129명의 학생이 표준 초등학교에 다니고 6명의 학생이 특수 학교에 다니고 있다. 중학교 시스템에서 학생들은 2년 중학교에 다니고 2년 예비 견습과정을 거치거나 고등 교육을 준비하기 위해 4년 프로그램에 참석한다. 중학교 2년제 96명, 예비실습 1명, 4년제 고급과정 31명이다.
상위 중등 학교에는 여러 옵션이 있지만, 상위 중등 프로그램이 끝나면 학생은 직업을 찾거나 대학에 진학할 준비가 된다. 티치노에서 직업 학생은 인턴십 또는 견습과정(3년 또는 4년 소요)을 수행하는 동안 학교에 다니거나 인턴십 또는 견습기간(풀타임 학생으로 1년 또는 1년 반이 소요됨)을 거쳐 학교에 다닐 수 있다. 파트타임 학생으로 2년). 전일제 학생은 19명, 파트타임 학생은 54명이다.
전문 프로그램은 3년 동안 진행되며 공학, 간호, 컴퓨터 과학, 비즈니스, 관광 및 이와 유사한 분야의 직업을 위해 학생을 준비시킨다. 전문 프로그램에는 6명의 학생이 있다.
2000년 현재, 다른 지자체에서 온 3명의 학생이 산탄토니노에 있었고 191명의 주민이 지자체 외부의 학교에 다녔다.

## 교통
지자체에는 주비아스코-로카르노선에 산탄토니노역이라는 기차역이 있다.